# Gerard Vekeman
Gerard Vekeman (Moortsele (Oosterzele), 29 september 1933) is een Vlaams troubadour, kunstschilder en dichter. In 1978 kreeg hij bekendheid in Vlaanderen met zijn liedje Ikke met de rikke.

## Duizendpoot
Regelmatig en reeds vanaf 1960 brengt hij langspeelplaten uit met Vlaamse liedjes. Daarnaast gaf hij sedert 1978 verschillende dichtbundels uit. En vanaf 1976 startte hij met de schilderkunst met o.a. portretten van bekende Vlamingen en volkse taferelen.
Daarnaast is hij ook een beeldhouwer van abstracte menselijke figuren.

## Tentoonstellingen
- Generale Bank, Gent in 1979 en 1989.
- ASLK, Gent in 1992.
- Museum Léon De Smet, Deurle (Sint-Martens-Latem) in 1995.
- Galerij "Deurlica," Dorpsstraat, Deurle (Sint-Martens-Latem) in 1997.